# جفاف الساحل

أكثر من قرن من بيانات هطول الأمطار في منطقة الساحل تظهر فترة رطوبة غير معتادة من 1950 حتى 1970 (قيم مؤشر موجبة) ، تليها سنوات شديدة الجفاف من 1970 إلى 1991. (قيم مؤشر سلبية). من عام 1990 حتى الآن، عاد هطول الأمطار إلى مستويات أقل بقليل من متوسط 1898-1993، ولكن التقلبات من عام إلى آخر كانت عالية.

جفاف الساحل هو حدث بيئي شهدته منطقة الساحل وكان سلسلة من موجات الجفاف التاريخية التي يعود تاريخها إلى القرن السابع عشر على الأقل. ومنطقة الساحل منطقة مناخية تقع بين السافانا السودانية جنوبا والصحراء الكبرى شمالا في غرب ووسط إفريقيا. ويعتقد أن تواتر الجفاف في المنطقة قد ازداد منذ نهاية القرن التاسع عشر، لكن كان لثلاث فترات جفاف طويلة آثار بيئية ومجتمعية كبيرة على دول\ الساحل. وأعقب المجاعة موجات جفاف شديدة في العشرينيات والأربعينيات والستينيات والسبعينيات والثمانينيات من القرن الماضي، لكن حدث انتعاش جزئي في الفترة من 1975 إلى 1980. وحدث الجفاف الأخير في عام 2012.
حدثت حالة جفاف شديدة واحدة على الأقل كل قرن منذ القرن السابع عشر، إلا أن تواتر وشدة موجات الجفاف في منطقة الساحل برزت في الفترة الأخيرة. يُلقى اللوم كثيرًا على المجاعة والاضطراب - من عام 1968 إلى عام 1974 ومرة أخرى في أوائل ومنتصف الثمانينيات - على ارتفاعين في شدة فترة الجفاف في الستينيات والثمانينيات.
تسببت المجاعة من أواخر الستينيات إلى أوائل الثمانينيات في مقتل 100 ألف شخص، وترك 750 ألفًا يعتمدون على المساعدات الغذائية، وأثرت على معظم سكان الساحل البالغ عددهم 50 مليون نسمة.
وقد تأثرت بشدة الاقتصادات والزراعة والثروة الحيوانية والسكان في معظم مناطق موريتانيا ومالي وتشاد والنيجر وبوركينا فاسو (المعروفة باسم فولتا العليا خلال فترة الجفاف). بقدر ما كانت موجات الجفاف في أواخر القرن العشرين مدمرة ، فإن الأدلة على حالات الجفاف السابقة المسجلة في رواسب البحيرات الغانية تشير إلى أن موجات الجفاف الكبرى متعددة العقود كانت شائعة في غرب إفريقيا على مدى 3000 سنة الماضية وأن العديد من موجات الجفاف استمرت لفترة أطول بكثير وكانت أشد بكثير.